# Madventures
 (octobre 2009).
 (février 2021).
Madventures est un programme télévisuel finlandais de tourisme type routard (ou pédestre) diffusé pour la première fois sur la chaîne finlandaise Subtv, de nos jours Sub, le 13 octobre 2002. Le programme se concentre sur la partie routard plutôt que sur les attractions touristiques de ses destinations. Il est présenté par Riku Rantala (né le 20 juillet 1974 à Helsinki) et Tuomas "Tunna" Milonoff (né le 26 février 1974 à Helsinki), le directeur et le caméraman du programme, qui voyagent à travers le monde entier pour découvrir des cultures différentes. Les deux personnages insistent sur le fait qu'ils sont en voyage et non en vacances.
Les documentaires sont faits avec un budget relativement faible, aucune équipe de production mais uniquement les deux présentateurs voyageant avec leur matériel d'enregistrement.

## Saisons
Les deux premières saisons ont été enregistrées en finnois et la saison trois en anglais après avoir été vendue aux chaînes télévisuelles Travel Channel et Fiver. La troisième saison commence en Finlande début avril 2009 avec des épisodes plus longs.

## MadCook
Le programme est renommé pour sa section MadCook (« folle nourriture » en anglais), dans laquelle les présentateurs goûtent quelques-uns des plats les plus exotiques, voire les plus dérangeants du point de vue occidental, par exemple, des cervelles de singes dans la forêt amazonienne ou encore en s'essayant à la cynophagie à Bali. En 2002, le programme reçut un prix Anti Animalia  pour MadCook de la part de l'organisation Animalia, la plus grande organisation finlandaise pour la défense des droits des animaux.

## Épisodes
La première saison se déroule autour du voyage et de la découverte comme des documentaires dans le style Gonzo et la première saison est principalement autour de la culture routard et des histoires des protagonistes. Une critique un peu plus sociale s'ajoute à la seconde saison alors que la troisième saison se concentre principalement sur certains extrémismes de la planète.

### Saison 1 (2002)
1. Népal – Kathmandu
2. Népal – Kathmandu, Chitwan, Annapurna
3. Inde – Varanasi, Delhi, Rajasthan
4. Inde – Pushkar, Rishikesh
5. Inde – Goa / Cambodge – Phnom Penh
6. Cambodge – Phnom Penh, Siem Reap, Sihanoukville
7. Thaïlande – Koh Phangan, Koh Tao
8. Thaïlande – Koh Tao, Bangkok, Krabi
9. Indonésie – Medan, lac Toba, Bali / Malesia – Penang / Singapour
10. Indonésie – Bali, Sumba
11. Indonésie – Sumba, Bali
12. Australie – Sydney / Nouvelle-Zélande – Auckland / Tonga
13. Tonga
14. Tonga – Pérou
15. Amazone
16. Pérou & Équateur
17. États-Unis – Californie
18. États-Unis – Las Vegas
19. États-Unis – Las Vegas – Memphis
20. États-Unis – Helsinki
21. Mad Cook Spécial 1
22. Mad Cook Spécial 2
23. Madventures – Pahimmat iskut 1
24. Madventures – Pahimmat iskut 2

### Saison 2 (2005)
1. Jamaïque
2. Tokyo
3. Japon
4. Chine
5. Tibet
6. Nouvelle-Guinée occidentale
7. Cuba
8. Afrique 1
9. Afrique 2
10. Indochine 1
11. Indochine 2
12. Mad Cook Spécial
13. Best of Madventures II
14. Madventures Radalla (Loaded)
15. Madventures Koukussa (Hooked)

### Saison 3 (2009)
1. Amazonas (état)
2. États post Union soviétique
3. Afrique de l'Ouest
4. Felix Arabia
5. Nippon
6. Hindustan
7. Chine
8. Papua Niugini
9. Philippines
10. Asie du Sud-Est - Birmanie, Thaïlande & Viêt Nam